# Gul tetra
Gul tetra (Hyphessobrycon bifasciatus) är en fiskart som beskrevs 1911 av Marion Durbin Ellis. Gul tetra ingår i släktet Hyphessobrycon och familjen Characidae. Inga underarter finns listade i Catalogue of Life.
Arten förekommer i vattendrag i östra Brasilien. Utbredningsområdet sträcker sig från södra Bahia till delstaten Paraná. Vid Paranáflodens låglandet når arten längre inåt landet. Gul tetra vistas i vattendrag med låg flöde. Den hittas även i anlagda dammar. Fisken äter små ryggradslösa djur och vattenväxter. Fortplantningen sker främst under den torra perioden.
Lokala populationer hotas av vattenföroreningar och introducerade fiender. Hela beståndet bedöms som stabil. IUCN listar arten som livskraftig (LC).